# Bláznivý příběh Robina Hooda
Bláznivý příběh Robina Hooda (anglicky Robin Hood: Men in Tights) je americká komedie z roku 1993, která paroduje hlavně filmy o Robinu Hoodovi (především Robin Hood: Král zbojníků a The Adventures of Robin Hood), ale také se zde objevují narážky na filmy Kmotr, Malcolm X či History of the World: Part I. Režie se chopil Mel Brooks.

## Děj filmu
Píše se rok 1125 a Robin z Loxley (Cary Elwes), účastník křižácké výpravy, byl zajat a dostává se v Jeruzalémě do vězení. Z něho mu pomůže jeho černošský spoluvězeň Kejchal (Isaac Hayes), jenž ho na svobodě poprosí, aby po návratu do Anglie našel jeho syna Hepčíka (Dave Chappelle). Poté, co přeplave do Anglie, se ho vydá hledat. Najde ho v šarvátce s královými vojáky, které mu pomůže porazit. Další jeho kroky vedou do rodného hradu, který ovšem byl kvůli neuhrazeným daním exekučně zabaven Královským berňákem. Tady nachází pouze slepého sluhu Mrkala (Mark Blankfield); rodiče, sourozenci a domácí zvířata jsou mrtví. Zde se také poprvé setkává se šerifem z Lotringhamu (Roger Rees). Ten by rád získal jako manželku pannu Marianu z Bagetu (Amy Yasbeck). Šerif o návratu Robina informuje krále Jana (Richard Lewis), který si o radu zajde k čarodějnici Latríně (Tracey Ullman). Ta na oplátku chce přímluvu u šerifa. Robin se vydal za králem, aby očistil jméno svého rodu. Cestu mu zkříží Jeníček (Eric Allan Kramer), který jej nechce pustit dál, dokud nezaplatí mýto. Robin ho poráží a získává na svoji stranu jeho a také Jeníčkova společníka Willa Scarleta O’Haru z Georgie (Matthew Porretta). Jeníčkovou předností je síla, Willovou zase velmi rychlá práce s dýkami. Robin se pak sám vydá do králova hradu, kde se koná hostina. Robin na ní přinese divoké prase, vzápětí se dotkne krále a šerifa, který jej vyzývá na souboj. Robin výzvu přijímá, ale šerif za sebe nechá bojovat vojáky. Naštěstí Robinovi přichází na pomoc Hepčík, Mrkal, Jeníček a Will. Na hradě se Robin seznamuje s Marianou. Následně se pokoušejí naverbovat a vycvičit sedláky do boje s králem, ale jak se ukazuje, je to velice těžký úkol. Šerif mezitím ukazuje králi novou zbraň, katapult, ale je jím vymrštěn a končí v posteli u Latríny, před kterou uteče. Do tábora Robina přijíždí rabín Tuckman (Mel Brooks), který veze mešní víno a provádí obřízky. Ti nejprve projeví zájem, ale když zjistí, co to obřízka je, tak zájem ztratí.
Šerif se mezitím spojí s Donem Giovannim (Dom DeLuise) a jeho společníky, Drbanem Eziem (Joe Dimmick) a Špinavcem Lukou (Steve Tancora), který je výborným lukostřelcem. Dostanou nápad, uspořádat lukostřeleckou soutěž, které si Robin určitě nenechá ujít. Na soutěži má Robin s Lukou prohrát a Ezio ho poté má zabít. O plánu se dozví Mariana a se svojí chůvou Brumhildou (Megan Cavanagh) odjíždí varovat Robina. Ten jí sice dá slib, že se soutěže nezúčastní, ale nakonec se rozhodne zúčastnit v převleku za starce, který podle prince Jana vypadá jako Mark Twain. Doprovázejí ho společníci převlečení za ženy. Robin ve finále s Lukou prohraje, ale poté, co se všichni podívají do scénáře, zjistí, že má ještě jeden pokus. Robin tedy vítězí. Vzápětí je ovšem zatčen, má být popraven, ale Mariana se rozhodne vzít si šerifa, čímž by Robin získal milost. Kat (Robert Ridgely) přesto vše připraví pro popravu oběšením. Svatbu Mariany a Mrvina (jak zní skutečné šerifovo jméno), kterou vede opat (Dick van Patten), předčasně ukončí Hepčík, když střelou prostřelí oprátku s Robinem. Šerif unese Marianu do hradu, ale v souboji je Robinem zabit. Latrína mu nabídne pilulku, která ho vyléčí, ovšem s podmínkou, že si ji vezme. Šerif nakonec souhlasí. Následuje svatba Robina a Marianou, kterou ovšem přeruší vracející se král Richard (Patrick Stewart), jenž se rozhodne využít svoje právo políbit nevěstu a také povyšuje Robina na sira Robina z Loxley. Nakonec se vezmou. Novým šerifem Robin jmenuje Hepčíka.

## Zajímavosti
- Postava Dona Giovanniho byla pojmenována podle stejnojmenné postavy v Mozartově opeře Don Giovanni.
- Robin Hood v projevu vesničanům dvakrát cituje Churchilla.
- Celá scéna, kdy šerif propadne střechou do postele Latríně, byla improvizovaná.
- Patrick Stewart má ve filmu skotský přízvuk, což odkazuje na Seana Conneryho, který si krále zahrál ve filmu Robin Hood: Král zbojníků
- Zajímavá je také scénka na hostině. Zatímco v originále a české verzi Robin říká: "Protože nemluvím s cizím přízvukem na rozdíl od jiných Robinů Hoodů",[pozn. 11] což je narážka na Kevina Costnera, v německé verzi se objevuje "protože produkce nestojí 5 milionů, na rozdíl od jiných Robinů Hoodů" a ve francouzské a italské verzi "protože netancuji s vlky, jako jiní Hoodové", což odkazuje na jiný Costnerův film, Tanec s vlky.
- Ve scéně ze začátku filmu, kdy je Hepčík napaden vojáky krále, se objevuje věta "Doufám, že to někdo točí na video." Jedná se o narážku na incident, kdy v roce 1990 několik policistů v Los Angeles napadlo Rodneyho Kinga a jeden z přihlížející to natočil.
- Na konci filmu, kdy Robin jmenuje Hepčíka šerifem, dav vykřikne: "On je černej!". Nato Hepčík odpoví, že už jednou šerifa hrál. Je to narážka na jiný Brooksův film - Ohnivá sedla.
- Na daňovém přiznání, oznamujícím exekuci hradu Loxley, je dole dotazník: